# Глазунов, Василий Афанасьевич
Васи́лий Афана́сьевич Глазуно́в (20 декабря 1895 [1 января 1896], деревня Варваровка, Саратовская губерния — 26 июня 1967, Москва) — советский военачальник, первый командующий Воздушно-десантными войсками, генерал-лейтенант (19 марта 1944). Дважды Герой Советского Союза (19.03.1944, 6.04.1945).

## Биография
Василий Афанасьевич Глазунов родился в семье крестьянина 20 декабря 1895 (1 января 1896) года в деревне Варваровка Чубаровской волости Сердобского уезда Саратовской губернии. Окончив три класса церковно-приходской школы, затем 8 лет был вынужден батрачить.

### Первая мировая и гражданская войны
В августе 1915 года был призван в ряды Русской императорской армии и направлен рядовым в 135-й запасной батальон, дислоцированный в городе Балашов, однако в сентябре того же года был переведён рядовым в команду пехотных разведчиков 195-го Оровайского пехотного полка, дислоцированного в городе Барановичи.
С февраля 1916 года рядовым и командиром отделения в 198-м Александро-Невском пехотном полку, принимал участие в боевых действиях на Юго-Западном фронте, в том числе в Брусиловском прорыве и в боях в районе города Броды.
В феврале 1918 года был демобилизован из рядов армии в чине младшего унтер-офицера.
В июле 1918 года был призван в ряды РККА и направлен в резерв комсостава при Покровско-Туркестанском полку (4-я армия, Восточный фронт), дислоцированном в городе Покровск. В ноябре того же года был назначен на должность командира отделения 1-го Самарского запасного полка, а в феврале 1919 года — на должность командира отделения Сердобского запасного полка (4-я армия, Восточный фронт).
С мая 1919 года в составе 25-го отдельного стрелкового батальона принимал участие в боевых действиях на Туркестанском фронте, находясь на должностях помощника командира взвода, старшины роты, командира взвода, помощника командира и командира роты.

### Межвоенное время
С июня 1921 года Глазунов служил на должностях помощника командира и командира роты и временно исполняющего должность командира батальона в составе 14-го Туркестанского (Акмолинского) стрелкового полка (Отдельная степная бригада, Туркестанский фронт). В сентябре 1922 года был назначен на должность командира батальона в составе 12-го Туркестанского стрелкового полка, а в октябре 1923 года — на должность командира батальона в составе 251-го стрелкового полка (84-я стрелковая дивизия, Московский военный округ).
В 1926 году вступил в ряды ВКП(б).
В декабре 1928 года был направлен на учёбу на стрелково-тактические курсы «Выстрел», после окончания которых в августе 1929 года вернулся в 251-й стрелковый полк, где служил на должностях командира батальона и помощника командира полка.
В декабре 1931 года был назначен на должность командира 5-го отдельного территориального стрелкового батальона (2-й отдельный Вятский полк, Московский военный округ), в январе 1933 года — на должность командира 142-го стрелкового полка (48-я стрелковая дивизия), дислоцированного во Ржеве.
В июле 1934 года Глазунов был переведён на должность помощника командира 168-го стрелкового полка 56-й стрелковой дивизии, дислоцированной в Порхове, в июне 1937 года — на должность помощника командира 56-й стрелковой дивизии, в августе 1938 года на должность помощника командира 33-го стрелкового корпуса, а в июле 1939 года — на должность командира 59-й стрелковой дивизии (1-я Краснознамённая армия).
В декабре 1940 года Глазунов был направлен на учёбу на курсы усовершенствования начальствующего состава при Военной академии имени М. В. Фрунзе.

### Великая Отечественная война
23 июня 1941 года генерал-майор Василий Афанасьевич Глазунов был назначен на должность командира 3-го воздушно-десантного корпуса, находившегося на формировании в городе Первомайск (Одесский военный округ). Корпус с 3 июля принимал участие в оборонительных боях за Киев.
29 августа 1941 года был назначен на должность командующего Воздушно-десантными войсками РККА, находясь на которой, руководил формированием десяти воздушно-десантных корпусов и пяти бригад, а также их подготовкой к боевым действиям. Под руководством Глазунова с января по февраль 1942 года была подготовлена и проведена Вяземская воздушно-десантная операция, в ходе которой в тыл противника было десантировано более 15 тысяч человек.
В июне 1943 года генерал-майор Василий Афанасьевич Глазунов был освобождён от занимаемой должности командующего Воздушно-десантными войсками РККА, после чего был назначен на должность заместителя командира 29-го гвардейского стрелкового корпуса (8-я гвардейская армия), а в ноябре того же года — на должность командира 4-го гвардейского стрелкового корпуса, который отличился в ходе форсирования Днепра, Никопольско-Криворожской наступательной операции и освобождении Одессы. С января по февраль 1944 года 4-й гвардейский стрелковый корпус под командованием Глазунова успешно прорвал укреплённую оборонительную полосу противника в районе села Новониколаевка (Днепропетровская область), а в ходе дальнейшего наступления корпус освободил 96 населённых пунктов.
Указом Президиума Верховного Совета СССР от 19 марта 1944 года за успешное руководство воинскими соединениями и проявленные при этом личное мужество и героизм гвардии генерал-майору Василию Афанасьевичу Глазунову присвоено звание Героя Советского Союза с вручением ордена Ленина и медали «Золотая Звезда» (№ 3163).
В начале июня 1944 года корпус был передислоцирован в район города Ковеля и включён в состав 1-го Белорусского фронта и вскоре во время Висло-Одерской наступательной операции 4-й гвардейский стрелковый корпус под командованием Глазунова форсировал реку Вислу, после чего освободил ряд населённых пунктов, за что корпусу было присвоено почётное звание «Бранденбургский». Участник операции по удержанию и расширению плацдарма в районе Кюстрина (февраль—март 1945).
Указом Президиума Верховного Совета СССР от 6 апреля 1945 года за умелое командование воинскими соединениями и проявленные при этом личное мужество и героизм гвардии генерал-лейтенант Василий Афанасьевич Глазунов был награждён второй медалью «Золотая Звезда».
В ходе развития наступления на Берлин корпус под командованием Глазунова участвовал в прорыве обороны противника на Зееловских высотах и форсировании реки Шпрее. Ведя боевые действия в Берлине, корпус овладел зданиями министерства авиации, пропаганды и гестапо. За успешное управление частями корпуса при взятии Берлина Глазунов был награждён орденом Ленина.

В прошлом воздушный десантник, он не раз, ещё в 1941 году, с войсками побывал в тылу у противника. Затем, после переформирования воздушно-десантных корпусов в гвардейские стрелковые дивизии, его назначили заместителем командира корпуса. Заместитель командира — должность, которая не всегда упоминается в реляциях и приказах. При удачных операциях лавры достаются прежде всего командирам. Но Глазунова нельзя было не заметить. Энергичный, решительный, он всюду оказывался в центре событий. Его видели с бойцами в окопе и в атаке, он был незаменим и на передовом командном пункте.

Вскоре его назначили командиром корпуса, и в боях на Висле, где требовалось проявить особенно высокие организаторские способности, быстроту действий и командирскую волю, он вовсю развернул свой талант. Глазунов правильно понял, что главное — быстрота подготовки манёвра и внезапность действий. Его части быстрее всех и лучше всех приступили к выполнению задачи, стремительно и решительно форсировали реку и отлично сражались на противоположном берегу.— Дважды Герой Советского Союза Маршал Советского Союза Чуйков В. И. Висла // Конец третьего рейха. — М.: Советская Россия, 1973.

### Послевоенная карьера

Памятник на Новодевичьем кладбище Москвы

После окончания войны генерал-лейтенант Василий Афанасьевич Глазунов продолжал командовать 4-м гвардейским стрелковым корпусом в составе 8-й гвардейской армии (Группа советских войск в Германии) и в январе 1946 года был назначен на должность командира 125-го стрелкового корпуса, а в июне того же года — на должность генерал-инспектора Воздушно-десантных войск Главной инспекции сухопутных войск.
В мае 1949 года был направлен на учёбу на высшие академические курсы при Высшей военной академии имени К. Е. Ворошилова, по окончании которых в мае 1950 года состоял в распоряжении ГУК и в октябре того же года был назначен на должность помощника командующего войсками Восточно-Сибирского военного округа.
С декабря 1950 года генерал-лейтенант Василий Афанасьевич Глазунов состоял в распоряжении 2-го Главного управления Генерального штаба Советской Армии и в июне 1954 года вышел в отставку по болезни. Жил в Подмосковье в офицерском посёлке Шереметьевский (Долгопрудный).
Умер 26 июня 1967 года в Москве. Похоронен на Новодевичьем кладбище. На могиле установлен памятник. Ежегодно, в день рождения Глазунова 1 января, делегации Совета ветеранов и Командования ВДВ России возлагают цветы на место его захоронения.

## Воинские звания
- Полковник (17.02.1936)
- Комбриг (17.05.1939)
- Генерал-майор (4.06.1940)
- Генерал-лейтенант (19.03.1944)

## Награды
- Дважды Герой Советского Союза (19 марта 1944, 6 апреля 1945)
- Три ордена Ленина (19.03.1944, 21.02.1945, 29.05.1945)
- Три ордена Красного Знамени (27.03.1942, 3.11.1944, 20.06.1949)
- Орден Суворова II степени (22.02.1944)
- Орден Кутузова II степени (23.08.1944)
- Орден Красной Звезды (16.08.1936)
- Медаль «За взятие Берлина» (1945)
- Другие медали СССР;

Награды Польши
- Орден «Virtuti Militari» III степени
- Медаль «За Одру, Нису и Балтику»
- Медаль «За Варшаву 1939—1945»

## Увековечение памяти

### В культуре
Деятельность и характер В. А. Глазунова описаны в «Романе-воспоминании» его подчинённого во время Великой Отечественной войны и службы в Группе советских войск в Германии Анатолия Рыбакова. Именно Глазунов инициировал заседание военного трибунала, по приговору которого с Рыбакова была снята судимость по статье 58-10, и он получил право проживания в Москве.

Бюст Глазунова в р.п. Колышлей Пензенской области. Скульптор Кошкин, Константин Гаврилович, 1951

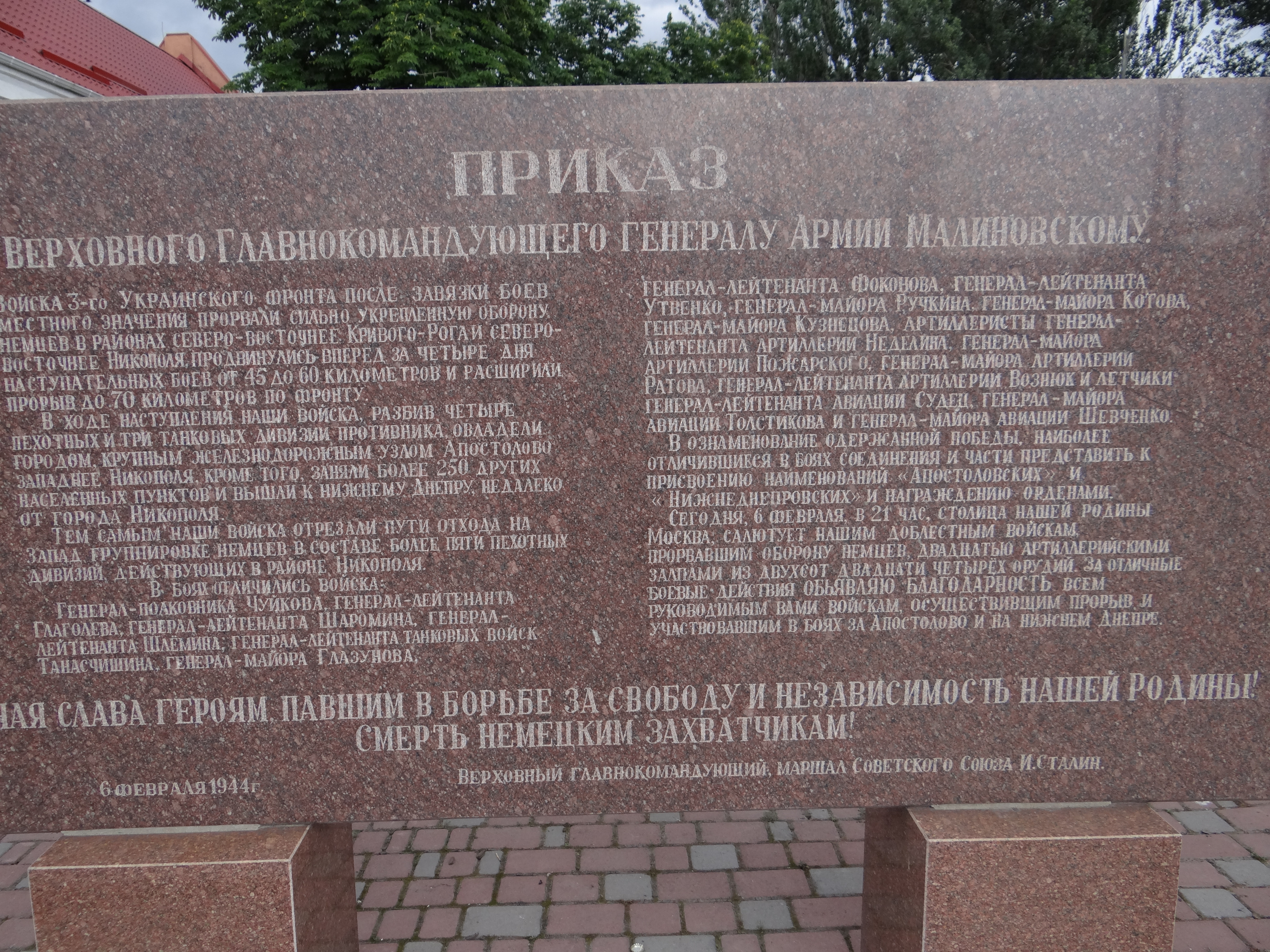
Стелла в г. Апостолово Днепропетровской области

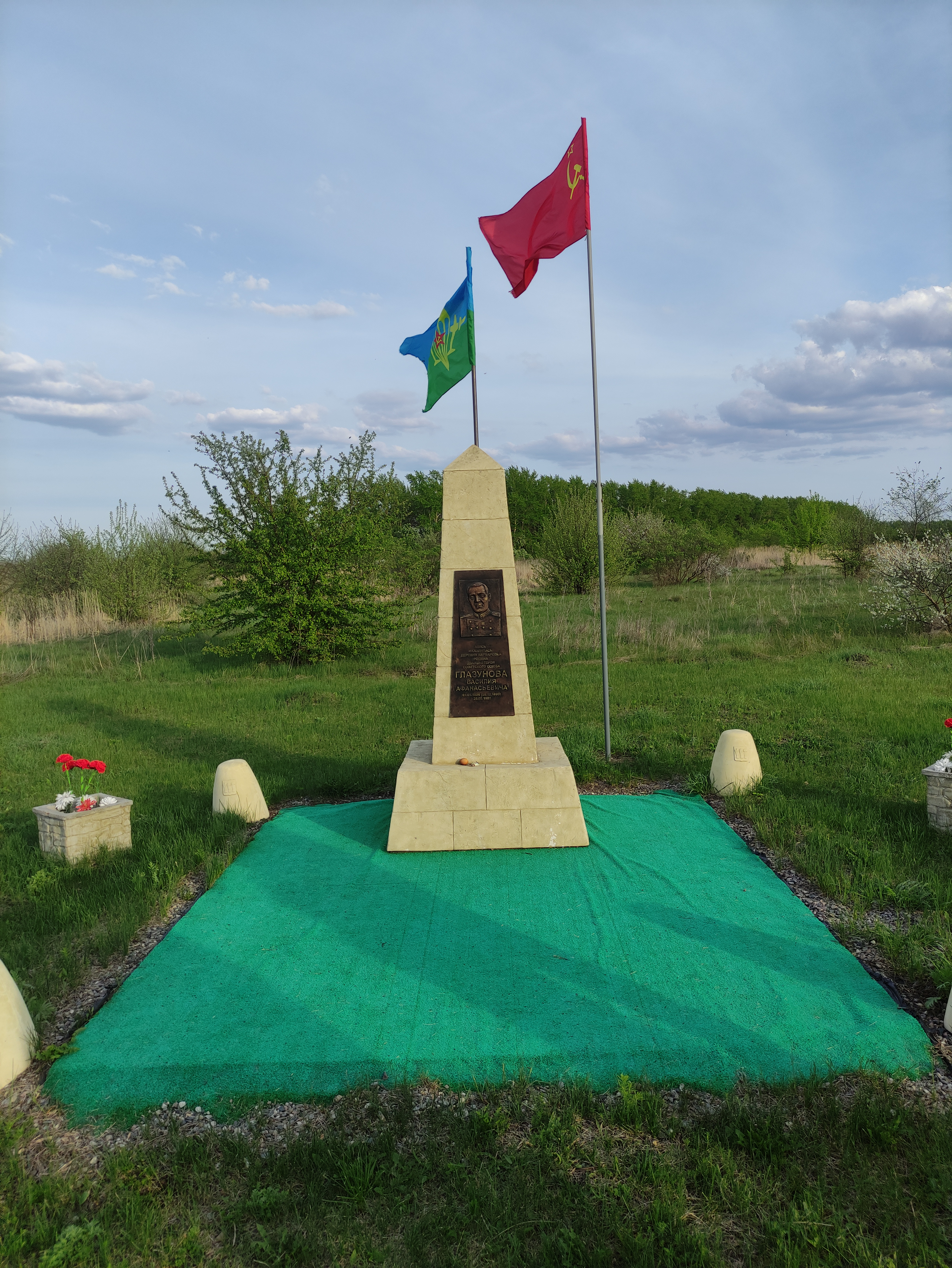
Стелла на месте бывшего расположения деревни Варваровка — месте рождения дважды героя Советского Союза генерал-лейтенанта Глазунова Василия Афанасьевича

### Пензенская область
- Бронзовый бюст дважды Героя Советского Союза В. А. Глазунова установлен на малой родине — в районном посёлке Колышлей Пензенской области в 1951 году.
- Бюст В. А. Глазунова также установлен в селе Чубаровка Колышлейского района (недалеко от деревни Варваровка, в которой родился В. А. Глазунов).
- В Колышлейском районном краеведческом музее и школьном музее села Чубаровка Колышлейского района созданы постоянно действующие тематические экспозиции, посвящённые В. А. Глазунову. В школах, библиотеках и краеведческих музеях населённых пунктов Колышлейского района проходят вечера памяти генерал-лейтенанта В. А. Глазунова под девизом «Чтобы помнили и не забывали своих героев».
- С 2014 года в Колышлейском районе проходят открытые первенства района по лыжероллерам среди лыжников-гонщиков памяти дважды Героя Советского Союза В. А. Глазунова.
- Имя генерала Глазунова занесено на стелу «Слава Героям», открытую в 2011 году у монумента «Росток» на набережной реки Суры г. Пензы.
- 30 сентября 2011 года решением Пензенской городской Думы в жилом комплексе «Арбековская застава» микрорайона Арбеково Октябрьского района г. Пензы имя В. А. Глазунова было присвоено одной из новых улиц (она называется «Улица генерала Глазунова»). 7 декабря 2017 года на жилом доме по улице Генерала Глазунова, 2 была торжественно открыта мемориальная доска первому командующему ВДВ[4].
- С 2012 года в Пензенской области региональным отделением Союза десантников России и региональной общественной организацией «Солдаты России» проводится Открытый песенный фестиваль-конкурс патриотической песни «За Россию, десант и спецназ!» имени первого командующего ВДВ, дважды Героя СССР, генерал-лейтенанта В. А. Глазунова".
- С 2012 года в Пензенской области региональной Федерацией пулевой и стендовой стрельбы проводятся открытые первенства Пензенской области по стендовой стрельбе имени первого командующего ВДВ, дважды Героя Советского Союза, генерал-лейтенанта В. А. Глазунова.
- В 2015 году ко Дню ВДВ РФ при поддержке Пензенской областной библиотеки им. М. Ю. Лермонтова и Союза Десантников была выпущена книга «Три войны Генерала Глазунова» (Валерий Мельник).
- В октябре 2019 на малой родине — место бывшего расположения деревни Варваровка установлен памятный знак — стелла. Видео на YouTube

### Москва
- 6 мая 2023 года на фасаде «Генеральского дома» (Ленинградский проспект, 75) была установлена мемориальная доска с барельефным портретом В. А. Глазунова и текстом: «Дважды Герой Советского Союза, первый командующий воздушно-десантными войсками, генерал-лейтенант Василий Афанасьевич Глазунов жил в этом доме с 1949 по 1967 год». Авторы мемориальной доски — скульптор А. И. Игнатов и архитектор А. С. Королёв[5].

### Московская область
- В честь Героя названа улица в посёлке Шереметьевский (ныне в черте города Долгопрудный Московской области[6]).
- На улице Глазунова в городе Долгопрудный установлен памятный знак.

### Днепропетровская область (Украина)
- В г. Апостолово Апостоловского района Днепропетровской области Украины имя В. А. Глазунова увековечено на стеле с текстом приказа Верховного главнокомандующего И. В. Сталина командующему 3-м Украинским фронтом генералу армии Р. Я. Малиновскому от 6 февраля 1944 года в котором упоминается, что в ходе освобождения г. Апостолово особо отличились в том числе и войска генерал-майора Глазунова.